# Ricardo Monti
Ricardo Monti (Buenos Aires, 2 de junio de 1944-5 de julio de 2019) fue un dramaturgo, director de teatro y guionista de cine argentino. Es considerado uno de los dramaturgos más importantes de habla hispana.

## Biografía
Cursó estudios de Filosofía y Letras en la Universidad de Buenos Aires.
Su actividad como dramaturgo se inicia en 1970 con el estreno de la obra, Una noche con el Sr. Magnus & hijos. Un año después, Jaime Kogan dirige Historia tendenciosa de la clase media argentina, de los extraños sucesos en que se vieron envueltos algunos hombres públicos, su completa dilucidación y otras escandalosas revelaciones. Le siguieron Visita, Marathon, La cortina de abalorios (en Teatro Abierto), Una pasión sudamericana, Asunción y La oscuridad de la razón.
Sus piezas teatrales se han representado en los principales teatros de Buenos Aires, y luego en numerosas provincias de la Argentina y en el exterior del país: Uruguay, Brasil, Venezuela, Puerto Rico, Estados Unidos, España, Francia, Italia, Portugal y Alemania. 
Su obra es acotada y precisa, construida a partir de imágenes internas que guardan diferencia con la imagen cinematográfica, generalmente asociada con la narrativa. Así, su teatralidad no resulta complaciente, sino de una densidad y profundidad inusitadas.
Su compromiso ideológico contra la dictadura cívico-militar autodenominada Proceso de Reorganización Nacional, lo llevó en 1981 a ser uno de los dramaturgos integrantes del prestigioso movimiento de resistencia conocido como Teatro Abierto, y más tarde, en 2010, a rechazar públicamente el Premio que le otorgara el matutino Clarín, vinculado con la mencionada dictadura.
En 2017 publicó su novela La Creación, fruto de casi tres décadas de trabajo. El texto se inscribe en la tradición metafísica de la literatura argentina desarrollada por Borges, Marechal, Cortázar, Arlt, entre otros. La novela trata el acto de creación desde sus múltiples ángulos: divino, humana, artístico, interpersonal. Para esta edición, Monti decidió romper los hábitos editoriales de venta y consumo. Llevó adelante una edición de autor, promocionándola y hasta vendiéndola personalmente, y estableciendo un diálogo informático con los lectores.
Ricardo Monti fue uno de los maestros de dramaturgia más respetados de su país, y pionero de una escuela de dramaturgia basada en la imagen generadora, continuada por dramaturgos como Mauricio Kartun, Jorge Huertas, Eduardo Rovner y Enrique Papatino.

## Obra
- 1970 - Una noche con el Sr. Magnus & Hijos
- 1971 - Historia tendenciosa de la clase media argentina, de los extraños sucesos en que se vieron envueltos algunos hombres públicos, su completa dilucidación y otras escandalosas revelaciones
- 1976 - Visita
- 1977 - Guion del film Saverio, el cruel (en conjunto con Ricardo Wullicher, también director de la película).
- 1979 - Las imágenes en la creación literaria
- 1980 - Marathon
- 1981 - La cortina de abalorios
- 1989 - Teatro y libertad
- 1989 - Una pasión sudamericana
- 1993 - La oscuridad de la razón
- 1994 - Versión teatral de Rayuela
- 1996 - Traducción y versión de El visitante del Dr. Freud (de Eric-Emmanuel Schmitt)
- 2000 - Finlandia
- 2003 - Apocalipsis mañana
- 2003 - No te soltaré hasta que me bendigas

Sus obras teatrales han sido editadas por varias editoriales en Argentina y en otros países del mundo, además de compiladas en antologías. Su obra ha sido parcialmente traducida al inglés, alemán y francés.

## Filmografía
Intérprete
- País cerrado, teatro abierto (1989) ...Él mismo

Guionista
- Saverio el cruel (1977)
- Borges para millones (1978)
- Afrodita, el sabor del amor (2001)

Autor
- Visita  (telefilme) (2001)
- La cortina de abalorios (telefilme) (2014)

## Premios y distinciones
- 1970 - Premio ARGENTORES (Premio Pilar de Lusarreta) por Una noche con el Sr. Magnus & Hijos
- 1970 - Premio Sixto Pondal Ríos por Una noche con el Sr. Magnus & Hijos
- 1976 - Premio Carlos Arniches por Visitas
- 1980 - Premio ARGENTORES por Marathon
- 1989 - Premio ARGENTORES por Una pasión sudamericana
- 1989 - Premio María Guerrero por Una pasión sudamericana
- 1989 - Premio Pepino el 88 por Una pasión sudamericana
- 1991 - Primer Premio Nacional período 1988-1991 por Una pasión sudamericana
- 1994 - Premio ARGENTORES
- 1994 - Premio Florencio Sánchez por La oscuridad de la razón
- 1994 - Premio Pepino el 88 por "La oscuridad de la razón
- 1994 - Premio Leónidas Barletta (FUNCUN) por La oscuridad de la razón
- 1994 - Premio PROMEA por La oscuridad de la razón
- 1994 - Premio ACE por La oscuridad de la razón
- 1994 - Premio Anual a la Labor Teatral de la Municipalidad de Buenos Aires por La oscuridad de la razón
- 1994 - Premio Konex Diploma al Mérito a las figuras destacadas en Teatro
- 1995 - Beca Antorchas
- 2003 - Premio ARGENTORES por Finlandia
- 2003 - Premio Clarín por No te soltaré hasta que me bendigas
- 2004 - Premio Konex Diploma al Mérito[4]

### El Premio Clarín
En noviembre del 2010 se hizo público que Monti decidió tirar dicho premio a la basura, ya que el mismo no le daba orgullo:

«No es para mí un honor contar en mi haber con un premio otorgado por una empresa monopólica gravemente sospechada y acusada de delitos de lesa humanidad, en plena investigación judicial por la apropiación de bienes en connivencia con la última dictadura cívico-militar mediante una maniobra conjunta que implica ni más ni menos que operaciones de prensa seguidas de secuestros, torturas y asesinatos. Una empresa cuya dueña y su principal gerente están gravemente sospechados y acusados de haber robado hijos de seres humanos secuestrados, torturados y que continúan desaparecidos. No es un honor para mí ostentar el premio de una empresa monopólica que ha desvirtuado su deber de informar, remplazando la noticia por operativos de prensa sólo destinados a la defensa de sus intereses económicos, al desconocimiento de la autoridad del Estado y a la obstaculización de la revelación de la verdad en los crímenes de lesa humanidad antes mencionados. No es para mí un honor cargar con el premio de una empresa monopólica que tiene el privilegio de crear, precisamente por su posición dominante en el campo de la comunicación audiovisual y la información en general,  un muro de impunidad y silencio, desinformación y mentira acerca de sus actividades pasadas y presentes, en concurrencia con sectores políticos y hasta judiciales, a los que no puedo sino imaginar, a algunos como socios directos y a otros como sujetos acobardados por el poder monopólico o, peor, vilmente comprados.»